# Polidokanol
A polidokanol (INN: polidocanol) sűrű folyadék vagy kenőcs, mely vízzel elegyedik.
Tágult visszerek belső falának megkeményítésére (szklerotizálására) adják injekció formájában, elsősorban láb és aranyér, de nyelőcső kezelésére is.
Érzéstelenítő hatása is van. Fürdőolajok, testápolók, samponok adalékanyaga bőrnyugtató hatása miatt. A fogíny fájdalomcsillapítója csecsemőknél fogzáskor, gyermekeknél fogszabályzáskor.
Az endotéliumot károsítja, melynek egyik feladata, hogy megakadályozza a vérlemezkék érintkezését az érfallal. Emiatt az injekció közelében a vérlemezkék a vénák belső falára tapadnak.

## Ellenjavallatok
- súlyos artériás keringési zavar
- korábbi vénás trombózis ill. erre való hajlam/veszélyeztetettség (dohányzás, túlsúly, cukorbetegség, mozgáshiány, fekvőbetegség)
- gyulladás a kezelendő területen

Fokozott óvatosság szükséges
- asztma, allergia
- lábszárödéma
- a kis- vagy mikroerek elzáródása (pl. cukorbetegség miatt)
- neuropátia
- beszűkült mozgásképesség
- gyulladásos bélbetegség (aranyér kezelésekor)
- korábbi alkoholfüggőség (az injekció alkoholos oldat)

A leggyakoribb mellékhatás a fájdalom, trombózis, ritkán szövetelhalás a beadás helyén.

## Adagolás
Az injekciót csak orvos adhatja be. Csak vénába szabad beadni. Artériába adva súlyos szövetelhalást okozhat, mely akár amputációhoz is vezethet.
A koncentráció a visszér vastagságától függ. A legnagyobb adag napi 2 mg/tskg. Első kezeléskor célszerű 0,5–1 ml adagú 2%-os oldatot használni, és a kezelés eredményességétől ill. a kezelendő terület nagyságától függően emelni az adagot.
Az injekció helyén szorítókötést (fáslit) kell felhelyezni, amit 2–3 napig folyamatosan, azután 2–3 hétig nappal kell hordani. A beadás után a betegnek lehetőleg azonnal el kell kezdeni járkálni.

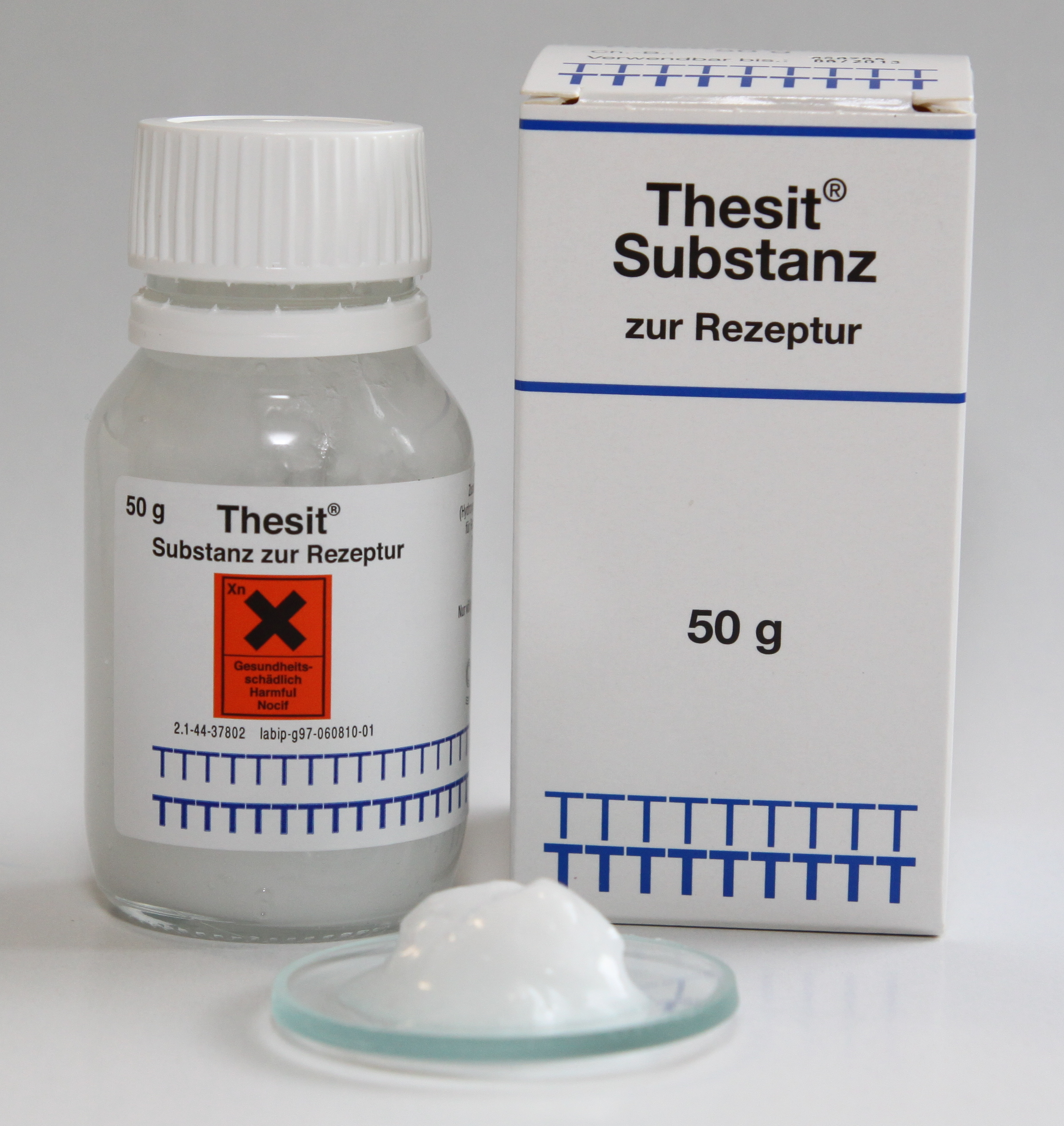
Tiszta polidokanol gyógyszerészeti célra

## Készítmények
- Aethoxysklerol
- Asclera

Magyarországon kapható polidokanol tartalmú készítmény: Proktis-M plus végbélkenőcs